# Burgena
Burgena é um gênero de traça pertencente à família Arctiidae.